# 1854 في الأرجنتين
فيما يلي قوائم الأحداث التي وقعت خلال عام 1854 في الأرجنتين.

## سياسة

### تعيين في المنصب
- 5 مارس – خوستو خوسيه دي كاروكا رئيس الأرجنتين.
- 17 أكتوبر – خوسيه مانويل فيغيروا عضو مجلس الشيوخ الأرجنتيني ‏.
- 17 أكتوبر – ماركوس باز عضو مجلس الشيوخ الأرجنتيني ‏.

## مواليد

### مايو
- 13 مايو – بيدرو بونفاسيو بالاسيوس كاتب أرجنتيني.

### سبتمبر
- 18 سبتمبر – فلورنتينو أمفينو عالم أرجنتيني.

## وفيات

### أكتوبر
- 22 أكتوبر – خوسيه ماريا باز (مواليد 1791) عسكري أرجنتيني.